# Puerto de Vegarada
El puerto de Vegarada es un paso de montaña natural del norte de  España que atraviesa la cordillera Cantábrica, en dirección SE-NO. Alcanza una cota máxima de 1555 m s. n. m. y une las provincias de León y Asturias. El puerto de Vegarada cuenta con comunicación viaria: la parte leonesa es la única asfaltada y es el tramo final de la LE-321 (de Devesa de Curueño (CL-624) a Puerto de Vegarada, hasta el límite provincial, con 45,8 km), parte de la Red Complementaria de la Junta de Castilla y León; la parte asturiana es una buena pista rural bien explanada que se puede recorrer en vehículos todoterreno. Es una ruta frecuentada por practicantes de bicicleta de montaña.

## Localización
Su inicio se localiza en la localidad de Lugueros (León) a 1200 m s. n. m., por la carretera LE-321, alcanza su máxima cota a 1555 m s. n. m., exactamente en el punto 43°03′00″N 5°48′00″O / 43.05000, -5.80000, para culminar en la villa  asturiana de Collanzo, a 510 m s. n. m., tras recorrer 28,2 km

## Historia
Existen varios estudios que propugnan que el paso natural de montaña que ofrece Vegarada fue utilizado por las legiones romanas en su avance desde el sur para la invasión de Asturias (guerras cántabras), aunque otros sugieren que fue o por el cercano puerto de Piedrasluengas o por el de San Glorio por donde avanzó una de las tres columnas que llevaron a cabo esta ocupación. Lo que sí es seguro es que por una zona próxima salvó el ejército de Octavio Augusto el obstáculo de la cordillera Cantábrica.

## Descripción de la ruta
La parte leonesa del puerto es la más suave, representa el ascenso desde la meseta a la cornisa cantábrica y salva un desnivel de 500 m. Es una carretera asfaltada en buen estado que partiendo de Lugueros atraviesa las localidades de Cerulleda y Redipuertas, durante 12 km. Casi al final del puerto, a mano derecha, está un ramal de reciente construcción que permite acceder a la estación de esquí de San Isidro, al sector bajo de río Pinos.
La parte de la vertiente asturiana es una pista agraria, sin asfaltar desde el pueblo de Rioaller, mucho más sinuosa, pues supone el ascenso desde casi el nivel del mar hasta lo alto de la Cordillera, y plagada de curvas de herradura y rampas de importante desnivel. Teniendo en cuenta que el alto del puerto se suele considerar el límite de provincia, salva un desnivel de 1045 m, partiendo de Collanzo y pasando por Cuérigo, Llamas y Casomera, durante 12 km. 

## Características
Vegarada es uno de los puertos de montaña más elevados de la cordillera Cantábrica, discurre junto al espacio protegido del parque natural de Las Ubiñas-La Mesa (asimismo reserva de la biosfera), en un entorno de una gran riqueza de fauna y flora, además de un mirador naturales de gran belleza paisajística. Desde la coronación se pueden observar algunas cumbres elevadas de este tramo de la cordillera: al sur, la divisoria de la sierra del Cuadro, con La Solana, el Huevo de Faro, La Fitona, y el Estorbín de Valverde, el techo del concejo de Aller; y al norte, la serranía de las Fuentes de Invierno o del Ajo, con El Fuentes, el pico del Oso o el Nogales; y ya, en Asturias, la silueta inconfundible de Peñarredonda.

## Flora y fauna
La fauna en torno al puerto de Vegarada es rica, y en algunos casos, en especies en claro peligro de extinción, como el oso pardo, del que quedan las últimas unidades en la cordillera Cantábrica y el urogallo, también característico de la misma, pero los animales más característicos por estos montes son el corzo, el venado, el jabalí, la ardilla o el zorro. También el lobo hizo su aparición por estos pagos, pero está en claro retroceso. Entre las aves destacar el buitre leonado, el águila real y la perdiz, además de muchas otras especies animales de menor tamaño, roedores y reptiles.
La flora del entorno es rica en especies arbóreas como enebro, abedul, haya y roble albar, así como algún pinar de repoblación ; matorrales como escobales, piornales y brezales, así como plantas y hierbas como el cardal, stellaria, calluna y helecho. El monte bajo también es rico en pastizales.